# 12º Napoleone
12º Napoleone (Napoleon Bunny-Part) è un film del 1956 diretto da Friz Freleng. È un cortometraggio d'animazione della serie Merrie Melodies, uscito negli Stati Uniti il 16 giugno 1956. Dal 1997 viene distribuito col titolo Napoleone Bunnyparte.

## Trama
Bugs Bunny scava una galleria sottoterra, ma prende l'uscita sbagliata sull'autostrada per Hollywood e giunge nel quartier generale di Napoleone. Bugs attraversa una porta, dietro la quale c'è Napoleone che, con una mappa e delle pedine di soldati e cannoni, sta pianificando un'offensiva militare. Bugs arriva sul posto e si mette a discutere con Napoleone su dove mettere l'artiglieria, dopodiché fiuta del tabacco, che gli fa emettere uno starnuto, che spazza via le pedine. Napoleone ordina quindi alla guardia Mugsy di arrestare la "spia". Bugs fugge e fa sì che Mugsy infilzi Napoleone sul sedere con la baionetta. Furioso, l'imperatore fa lo stesso con la guardia. Poco dopo il coniglio muove le pedine e Napoleone lo insegue. Nella "grande sala da ballo" Bugs si traveste da Josephine e Napoleone "le" propone un ballo. Mentre "Josephine" balla, Napoleone scopre il trucco e spara a Bugs, che fugge scivolando lungo la ringhiera di una lunghissima scalinata, seguito dall'imperatore. Al di sotto della scalinata c'è Mugsy con la baionetta puntata sulla balaustra. Prima che la rampa finisca, Bugs salta giù dalla ringhiera, ma Napoleone no. Mugsy finisce quindi per infilzare di nuovo Napoleone, che riserva alla guardia lo stesso trattamento di prima. Il coniglio sale le scale, ma Napoleone, minacciandolo con una pistola, lo conduce alla ghigliottina. Napoleone ordina a Bugs di entrare nella ghigliottina, ma lui scappa inseguito dall'imperatore. I due si inseguono scendendo dalla piattaforma della ghigliottina e poi risalendovi dalla parte opposta. Quando Napoleone attraversa la ghigliottina, la lama cade, tagliandogli la parte posteriore dell'uniforme e dei capelli. Furibondo, Napoleone toglie il cappuccio del boia che si rivela essere Bugs. Napoleone ordina a Mugsy di dare il segnale di allarme: la guardia spara da un mortaio, da cui fuoriesce Bugs. L'imperatore riprende a inseguirlo, ma due infermieri lo portano in un manicomio. Bugs però afferma di essere lui Napoleone: dopo aver indossato una feluca, tira fuori un flauto e se ne va suonando La Marsigliese, che si tramuta in Yankee Doodle.

## Distribuzione

### Edizione italiana
Il corto fu doppiato dalla Mops Film nel 1979 per la trasmissione televisiva. Nel 1997, per l'uscita in VHS, fu eseguito un nuovo doppiaggio dalla Angriservices Edizioni.

### Edizioni home video

#### VHS
- Carota party con Bugs Bunny & Marvin il Marziano (1997)

#### DVD
- Looney Tunes Super Stars - Bugs Bunny - Un coniglio eccezionale